# Bevingade ord (bok)
Bevingade ord och andra talesätt är ett klassiskt svenskt referensverk med ordspråk, ordstäv, citat och talesätt samlade av Pelle Holm. 
Den första upplagan utkom 1939. Efter Pelle Holms död 1980 har boken reviderats av Sven Ekbo, och den 15:e upplagan utkom 1989 på Bonnier fakta, och har därefter också utkommit i nytryck. Nuvarande titel på boken är Pelle Holms bevingade ord.  
Även publicisten Arvid Ahnfelt utgav redan 1879 en citatsamling under samma titel.